# اینچینان
اینچینان (به انگلیسی: Inchinnan) یک روستا در بریتانیا است که در رنفروشر واقع شده‌است. اینچینان ۱٬۵۷۴ نفر جمعیت دارد.